# Campionati del mondo di ciclismo su strada 1949
I Campionati del mondo di ciclismo su strada 1949 si disputarono a Copenaghen in Danimarca il 20 e 21 agosto 1949.
Furono assegnati due titoli:
- Prova in linea Uomini Dilettanti, gara di 193,000 km
- Prova in linea Uomini Professionisti, gara di 290,000 km

## Storia
Dopo il dualismo dell'edizione di Valkenburg, l'Italia presentò una squadra con il solo Fausto Coppi capitano e non convocò nemmeno Bartali. Fu proprio l'italiano, vincitore in quell'anno di Giro d'Italia e Tour de France, a controllare la corsa, entrando in tutti i tentativi di attacco e lanciando lui stesso l'attacco decisivo. Rimasero con lui però lo svizzero Ferdi Kübler e il belga Rik Van Steenbergen, con quest'ultimo che bruciò Coppi in volata, mantenendo belga il titolo di campione del mondo. Su trentacinque corridori partiti, ventidue conclusero la prova.
Oro e bronzo per i Paesi Bassi nella prova dilettanti, con Henk Faanhof campione del mondo di categoria.

## Medagliere
| Pos.   | Nazione     | Oro | Argento | Bronzo | Totale |
| ------ | ----------- | --- | ------- | ------ | ------ |
| 1      | Paesi Bassi | 1   | 0       | 1      | 2      |
| 2      | Belgio      | 1   | 0       | 0      | 1      |
| 3      | Svizzera    | 0   | 1       | 0      | 1      |
| 3      | Lussemburgo | 0   | 1       | 0      | 1      |
| 5      | Italia      | 0   | 0       | 1      | 1      |
| Totale | Totale      | 2   | 2       | 2      | 6      |

## Sommario degli eventi
| Eventi                 | Oro                        | Tempo                      | Argento                | Tempo | Bronzo                  | Tempo |
| Uomini Professionisti  |                            |                            |                        |       |                         |       |
| Gara in linea dettagli | Rik Van Steenbergen Belgio | 7h34'44" Media 38,013 km/h | Ferdi Kübler Svizzera  | s.t.  | Fausto Coppi Italia     | s.t.  |
| Uomini Dilettanti      |                            |                            |                        |       |                         |       |
| Gara in linea dettagli | Henk Faanhof Paesi Bassi   | 4h53'42"                   | Henri Kass Lussemburgo | s.t.  | Huub Vinken Paesi Bassi | a 22" |